# Wonderful Life (album van The Tories)
Wonderful Life is het debuutalbum van de Amerikaanse powerpopband The Tories. Het album werd uitgebracht in 1997.

## Ontvangst
Het album werd door John M. Borack opgenomen in zijn lijst van 200 beste powerpopalbums. Jason Damas van AllMusic vergeleek de sound van het album met die van de twee albums van Jellyfish. Hij was uitermate positief over het album, waarover hij zei: "In fact, there isn't a weak track here, and that's a lot to say for any album, never mind a debut."

## Nummers
| Nr. | Titel                   | Duur |
| --- | ----------------------- | ---- |
| 1.  | 'Flying Solo'           | 3:32 |
| 2.  | 'Gladys Kravitz'        | 4:39 |
| 3.  | 'Happy'                 | 4:01 |
| 4.  | 'Wonderful Life'        | 3:34 |
| 5.  | 'Scared'                | 5:03 |
| 6.  | 'Not What It Appears'   | 3:19 |
| 7.  | 'Greenhill'             | 5:38 |
| 8.  | 'This Is Life?'         | 3:06 |
| 9.  | 'Might Be Late'         | 3:49 |
| 10. | 'Spaceships in the Sky' | 4:23 |
| 11. | 'Strange'               | 5:04 |
| 12. | 'Rustle'                | 3:28 |
| 13. | 'Don't Be Long'         | 3:42 |
| 14. | 'Follow You'            | 3:24 |

## Personeel

### Bezetting
- Steve Bertrand (zang, gitaar, piano, mellotron, theremin)
- J.J. Farris (gitaar, zang)
- James Guffee (bas, zang, orgel, piano, mellotron)
- Brent Klopp (drums, percussie, zang, piano, clavinet)

### Productie
- Phil Ramone, uitvoerend producent